# 新梁山伯祝英台
《新梁山伯祝英台》，簡稱《新梁祝》，又名《少年梁祝》，是2000年中国电视公司八點檔电视剧，改编自经典民间传说《梁山伯与祝英台》，製作單位潑墨仙人公司，製作人徐進良，男女主角分别由罗志祥、梁小冰饰演，是羅密歐首次拍攝八點檔連續劇。
2000年中視舉辦「新梁祝盃歌唱大賽」宣傳本劇，吳俊宏獲得第一名。同年，羅密歐發表本劇原聲帶，請來左宏元及其子左惠夫編曲。
2000年2月29日，中視舉辦「新梁祝•喜春宴」宣傳本劇。2000年3月2日，中視八點檔連播2小時，前45分鐘播《笑傲江湖》大結局，後75分鐘播本劇。

## 演員列表
| 演員   | 角色   |
| 羅志祥 | 梁山伯 |
| 梁小冰 | 祝英台 |
| 歐漢聲 | 四九   |
| 江祖平 | 銀心   |
| 陳嘉輝 | 馬文才 |
| 吳孟達 | 丁程雍 |
| 李璇   | 丁師母 |
| 蔡君茹 | 丁香   |
| 沈海蓉 | 梁母   |
| 勾峰   | 祝公遠 |
| 劉瑞琪 | 祝母   |
| 王惠五 | 馬俊升 |
| 霍正奇 | 路秉章 |
| 九孔   | 婁敬文 |
| 馬國畢 | 辛平   |
| 何雨雯 | 如意   |

## 工作人員
- 製作人：徐進良
- 編劇：徐進良、朱永崑
- 導演：徐進良、蘇月禾
- 副導演：蔡郁玲、潘淑伶
- 場記：劉玲均、王曦
- 攝影：華盼明
- 燈光：傅清榮
- 動作指導：王耀
- 剪辑：鄭錦棠
- 道具：黃仁杰